# Grand Prix de Fourmies 2023
Grand Prix de Fourmies 2023 var den 90. udgave af det franske cykelløb Grand Prix de Fourmies. Det blev kørt den 10. september 2023 med start og mål Fourmies i departementet Nord. Løbet var en del af UCI ProSeries 2023.
Løbet blev vundet af belgiske Tim Merlier fra Soudal Quick-Step.

## Resultater
| \| Samlede stilling \| Samlede stilling \| Samlede stilling \| Samlede stilling \| Samlede stilling \| \| Rytter \| Rytter \| Hold \| Tid \| \| \| ---------------- \| ------------------ \| ------------------------ \| ---------------- \| ---------------- \| \| 1. \| Tim Merlier \| Soudal Quick-Step \| 4t 25' 34" \| \| \| 2. \| Gerben Thijssen \| Intermarché-Circus-Wanty \| + 0" \| \| \| 3. \| Matteo Moschetti \| Q36.5 Pro Cycling Team \| + 0" \| \| \| 4. \| Alexander Kristoff \| Uno-X Pro Cycling Team \| + 0" \| \| \| 5. \| Paul Penhoët \| Groupama-FDJ \| + 0" \| \| \| 6. \| Niccolò Bonifazio \| Intermarché-Circus-Wanty \| + 0" \| \| \| 7. \| Arnaud Démare \| Arkéa-Samsic \| + 0" \| \| \| 8. \| Álvaro Hodeg \| UAE Team Emirates \| + 0" \| \| \| 9. \| Arne Marit \| Intermarché-Circus-Wanty \| + 0" \| \| \| 10. \| Jason Tesson \| TotalEnergies \| + 0" \| \| |                    |                          |            |
| |                    |                          |            |
| Kilde: ProCyclingStats |                    |                          |            |
| Samlede stilling |                    |                          |            |
| Rytter | Rytter             | Hold                     | Tid        |
| 1. | Tim Merlier        | Soudal Quick-Step        | 4t 25' 34" |
| 2. | Gerben Thijssen    | Intermarché-Circus-Wanty | + 0"       |
| 3. | Matteo Moschetti   | Q36.5 Pro Cycling Team   | + 0"       |
| 4. | Alexander Kristoff | Uno-X Pro Cycling Team   | + 0"       |
| 5. | Paul Penhoët       | Groupama-FDJ             | + 0"       |
| 6. | Niccolò Bonifazio  | Intermarché-Circus-Wanty | + 0"       |
| 7. | Arnaud Démare      | Arkéa-Samsic             | + 0"       |
| 8. | Álvaro Hodeg       | UAE Team Emirates        | + 0"       |
| 9. | Arne Marit         | Intermarché-Circus-Wanty | + 0"       |
| 10. | Jason Tesson       | TotalEnergies            | + 0"       |

## Hold og ryttere
| UCI WorldTeams (9)- AG2R Citroën Team - Alpecin-Deceuninck - Cofidis - Groupama-FDJ - Intermarché-Circus-Wanty - Soudal Quick-Step - Arkéa-Samsic - Team Jayco AlUla - UAE Team Emirates UCI ProTeams (11)- Bingoal WB - Eolo-Kometa - Human Powered Health - Israel-Premier Tech - Lotto Dstny - Q36.5 Pro Cycling Team - Team Corratec-Selle Italia - Team Flanders-Baloise - TotalEnergies - Tudor Pro Cycling Team - Uno-X Pro Cycling Team UCI Kontinentalhold (4)- CIC U Nantes Atlantique - Nice Métropole Côte d'Azur - Saint Michel-Mavic-Auber 93 - Van Rysel-Roubaix Lille Métropole |
| |

### Danske ryttere
| Danske ryttere på startlisten |                          |                        |           |
| Rygnummer                     | Rytter                   | Hold                   | Placering |
| 25                            | Michael Mørkøv           | Soudal Quick-Step      | 68        |
| 31                            | Mikkel Bjerg             | UAE Team Emirates      | 41        |
| 114                           | Marcus Sander Hansen     | Uno-X Pro Cycling Team | DNF       |
| 116                           | William Blume Levy       | Uno-X Pro Cycling Team | 111       |
| 141                           | Sebastian Kolze Changizi | Tudor Pro Cycling      | 99        |

* DNF = gennemførte ikke

### Startliste
| Lotto Dstny LTD | Lotto Dstny LTD         | Lotto Dstny LTD |
| --------------- | ----------------------- | --------------- |
| Nr.             | Rytter                  | Placering       |
| 1               | Caleb Ewan (AUS)        | DNF             |
| 2               | Cedric Beullens (BEL)   | 26.             |
| 3               | Frederik Frison (BEL)   | 109.            |
| 4               | Jacopo Guarnieri (ITA)  | DNF             |
| 5               | Axel De Lie (BEL)       | 122.            |
| 6               | Liam Slock (BEL)        | 105.            |
| 7               | Jarne Van De Paar (BEL) | DNF             |

| Alpecin-Deceuninck ADC | Alpecin-Deceuninck ADC                | Alpecin-Deceuninck ADC |
| ---------------------- | ------------------------------------- | ---------------------- |
| Nr.                    | Rytter                                | Placering              |
| 11                     | Mathieu van der Poel (NED) (landevej) | 88.                    |
| 12                     | Dries De Bondt (BEL)                  | 121.                   |
| 13                     | Fabio Van den Bossche (BEL)           | 74.                    |
| 14                     | Senne Leysen (BEL)                    | 79.                    |
| 15                     | Lionel Taminiaux (BEL)                | 49.                    |
| 16                     | Simon Dehairs (BEL)                   | 47.                    |
| 17                     | Siebe Roesems (BEL)                   | DNF                    |

| Soudal Quick-Step SOQ | Soudal Quick-Step SOQ           | Soudal Quick-Step SOQ |
| --------------------- | ------------------------------- | --------------------- |
| Nr.                   | Rytter                          | Placering             |
| 21                    | Tim Declercq (BEL)              | 119.                  |
| 22                    | Fabio Jakobsen (NED) (landevej) | 72.                   |
| 23                    | Yves Lampaert (BEL)             | 110.                  |
| 24                    | Tim Merlier (BEL)               | 1.                    |
| 25                    | Michael Mørkøv (DEN)            | 68.                   |
| 26                    | Florian Sénéchal (FRA)          | 89.                   |
| 27                    | Bert Van Lerberghe (BEL)        | 70.                   |

| UAE Team Emirates UAD | UAE Team Emirates UAD      | UAE Team Emirates UAD |
| --------------------- | -------------------------- | --------------------- |
| Nr.                   | Rytter                     | Placering             |
| 31                    | Mikkel Bjerg (DEN)         | 41.                   |
| 32                    | Ryan Gibbons (RSA)         | 38.                   |
| 33                    | Felix Groß (GER)           | 128.                  |
| 34                    | Álvaro Hodeg (COL)         | 8.                    |
| 35                    | Vegard Stake Laengen (NOR) | 69.                   |
| 36                    | Matteo Trentin (ITA)       | 24.                   |
| 37                    | Michael Vink (NZL)         | 82.                   |

| Groupama-FDJ GFC | Groupama-FDJ GFC      | Groupama-FDJ GFC |
| ---------------- | --------------------- | ---------------- |
| Nr.              | Rytter                | Placering        |
| 41               | Fabian Lienhard (SUI) | 112.             |
| 42               | Enzo Paleni (FRA)     | 101.             |
| 43               | Paul Penhoët (FRA)    | 5.               |
| 44               | Laurence Pithie (NZL) | 81.              |
| 45               | Miles Scotson (AUS)   | DNF              |
| 46               | Bram Welten (NED)     | 53.              |
| 47               | Thibaud Gruel (FRA)   | DNF              |

| Cofidis COF | Cofidis COF            | Cofidis COF |
| ----------- | ---------------------- | ----------- |
| Nr.         | Rytter                 | Placering   |
| 51          | Piet Allegaert (BEL)   | 102.        |
| 52          | Bryan Coquard (FRA)    | 92.         |
| 53          | Christophe Noppe (BEL) | 51.         |
| 54          | Alexis Renard (FRA)    | 35.         |
| 55          | Jelle Wallays (BEL)    | DNF         |
| 56          | Max Walscheid (GER)    | 18.         |
| 57          | Ilan Larmet (FRA)      | 96.         |

| Team Jayco AlUla JAY | Team Jayco AlUla JAY    | Team Jayco AlUla JAY |
| -------------------- | ----------------------- | -------------------- |
| Nr.                  | Rytter                  | Placering            |
| 61                   | Dylan Groenewegen (NED) | 13.                  |
| 62                   | Luke Durbridge (AUS)    | DNF                  |
| 63                   | Elmar Reinders (NED)    | 60.                  |
| 64                   | Kelland O'Brien (AUS)   | 98.                  |
| 65                   | Campbell Stewart (NZL)  | 62.                  |
| 66                   | Blake Quick (AUS)       | DNF                  |
| 67                   | Luka Mezgec (SLO)       | 33.                  |

| AG2R Citroën Team ACT | AG2R Citroën Team ACT  | AG2R Citroën Team ACT |
| --------------------- | ---------------------- | --------------------- |
| Nr.                   | Rytter                 | Placering             |
| 71                    | Pierre Gautherat (FRA) | 126.                  |
| 72                    | Lawrence Naesen (BEL)  | 48.                   |
| 73                    | Oliver Naesen (BEL)    | 50.                   |
| 74                    | Antoine Raugel (FRA)   | 78.                   |
| 75                    | Marc Sarreau (FRA)     | 14.                   |
| 76                    | Bastien Tronchon (FRA) | 124.                  |
| 77                    | Jordan Labrosse (FRA)  | 125.                  |

| Intermarché-Circus-Wanty ICW | Intermarché-Circus-Wanty ICW    | Intermarché-Circus-Wanty ICW |
| ---------------------------- | ------------------------------- | ---------------------------- |
| Nr.                          | Rytter                          | Placering                    |
| 81                           | Niccolò Bonifazio (ITA)         | 6.                           |
| 82                           | Aimé De Gendt (BEL)             | 93.                          |
| 83                           | Arne Marit (BEL)                | 9.                           |
| 84                           | Madis Mihkels (EST)             | 57.                          |
| 85                           | Baptiste Planckaert (BEL)       | 117.                         |
| 86                           | Gerben Thijssen (BEL)           | 2.                           |
| 87                           | Roel van Sintmaartensdijk (NED) | 113.                         |

| Israel-Premier Tech IPT | Israel-Premier Tech IPT | Israel-Premier Tech IPT |
| ----------------------- | ----------------------- | ----------------------- |
| Nr.                     | Rytter                  | Placering               |
| 91                      | Omer Goldstein (ISR)    | 59.                     |
| 92                      | Mason Hollyman (GBR)    | 87.                     |
| 93                      | Giacomo Nizzolo (ITA)   | 21.                     |
| 94                      | Jens Reynders (BEL)     | 55.                     |
| 95                      | Tom Van Asbroeck (BEL)  | DNS                     |
| 96                      | Rick Zabel (GER)        | 75.                     |
| 97                      | Brady Gilmore (AUS)     | 42.                     |

| Arkéa-Samsic ARK | Arkéa-Samsic ARK      | Arkéa-Samsic ARK |
| ---------------- | --------------------- | ---------------- |
| Nr.              | Rytter                | Placering        |
| 101              | Arnaud Démare (FRA)   | 7.               |
| 102              | David Dekker (NED)    | 127.             |
| 103              | Donavan Grondin (FRA) | 80.              |
| 104              | Daniel McLay (GBR)    | 104.             |
| 105              | Amaury Capiot (BEL)   | 114.             |
| 106              | Alan Riou (FRA)       | DNF              |
| 107              | Clément Russo (FRA)   | 106.             |

| Uno-X Pro Cycling Team UXT | Uno-X Pro Cycling Team UXT  | Uno-X Pro Cycling Team UXT |
| -------------------------- | --------------------------- | -------------------------- |
| Nr.                        | Rytter                      | Placering                  |
| 111                        | Alexander Kristoff (NOR)    | 4.                         |
| 112                        | Søren Wærenskjold (NOR)     | 16.                        |
| 113                        | Jonas Abrahamsen (NOR)      | 100.                       |
| 114                        | Marcus Sander Hansen (DEN)  | DNF                        |
| 115                        | Erlend Blikra (NOR)         | DNF                        |
| 116                        | William Blume Levy (DEN)    | 111.                       |
| 117                        | Erik Nordsæter Resell (NOR) | 97.                        |

| TotalEnergies TEN | TotalEnergies TEN       | TotalEnergies TEN |
| ----------------- | ----------------------- | ----------------- |
| Nr.               | Rytter                  | Placering         |
| 121               | Maciej Bodnar (POL)     | 107.              |
| 122               | Émilien Jeannière (FRA) | 46.               |
| 123               | Lorrenzo Manzin (FRA)   | DNF               |
| 124               | Sandy Dujardin (FRA)    | 27.               |
| 125               | Jason Tesson (FRA)      | 10.               |
| 126               | Anthony Turgis (FRA)    | 103.              |
| 127               | Lucas Boniface (FRA)    | DNF               |

| Q36.5 Pro Cycling Team Q36 | Q36.5 Pro Cycling Team Q36 | Q36.5 Pro Cycling Team Q36 |
| -------------------------- | -------------------------- | -------------------------- |
| Nr.                        | Rytter                     | Placering                  |
| 131                        | Jack Bauer (NZL)           | DNF                        |
| 132                        | Fabio Christen (SUI)       | 29.                        |
| 133                        | Corey Davis (USA)          | 20.                        |
| 134                        | Tobias Ludvigsson (SWE)    | 19.                        |
| 135                        | Cyrus Monk (AUS)           | 39.                        |
| 136                        | Matteo Moschetti (ITA)     | 3.                         |
| 137                        | Manuel Oioli (ITA)         | 54.                        |

| Tudor Pro Cycling Team TUD | Tudor Pro Cycling Team TUD     | Tudor Pro Cycling Team TUD |
| -------------------------- | ------------------------------ | -------------------------- |
| Nr.                        | Rytter                         | Placering                  |
| 141                        | Sebastian Kolze Changizi (DEN) | 99.                        |
| 142                        | Simon Pellaud (SUI)            | 43.                        |
| 143                        | Robin Froidevaux (SUI)         | 85.                        |
| 144                        | Petr Kelemen (CZE)             | 123.                       |
| 145                        | Rick Pluimers (NED)            | 22.                        |
| 146                        | Miká Heming (GER)              | 115.                       |

| Eolo-Kometa EOK | Eolo-Kometa EOK         | Eolo-Kometa EOK |
| --------------- | ----------------------- | --------------- |
| Nr.             | Rytter                  | Placering       |
| 151             | Davide Bais (ITA)       | DNF             |
| 152             | Simone Bevilacqua (ITA) | DNF             |
| 153             | Davide Piganzoli (ITA)  | DNF             |
| 154             | Javier Serrano (ESP)    | 17.             |
| 155             | Mirco Maestri (ITA)     | 31.             |
| 156             | David Martín (ESP)      | DNF             |
| 157             | Samuele Rivi (ITA)      | 52.             |

| Human Powered Health HPM | Human Powered Health HPM | Human Powered Health HPM |
| ------------------------ | ------------------------ | ------------------------ |
| Nr.                      | Rytter                   | Placering                |
| 161                      | Adam de Vos (CAN)        | DNF                      |
| 162                      | Gage Hecht (USA)         | 120.                     |
| 164                      | Wessel Krul (NED)        | DNF                      |
| 165                      | Scott McGill (USA)       | 36.                      |
| 166                      | Gijs Van Hoecke (BEL)    | 58.                      |

| Team Corratec-Selle Italia COR | Team Corratec-Selle Italia COR | Team Corratec-Selle Italia COR |
| ------------------------------ | ------------------------------ | ------------------------------ |
| Nr.                            | Rytter                         | Placering                      |
| 171                            | Antonio Barać (CRO)            | DNF                            |
| 172                            | Antoine Debons (SUI)           | 108.                           |
| 173                            | Germán Tivani (ARG)            | 28.                            |
| 174                            | Jan Stöckli (SUI)              | 77.                            |
| 175                            | Simone Olivero (ITA)           | DNF                            |
| 176                            | Charlie Quaterman (GBR)        | DNF                            |
| 177                            | Andrij Ponomar (UKR)           | 40.                            |

| Bingoal WB BWB | Bingoal WB BWB                     | Bingoal WB BWB |
| -------------- | ---------------------------------- | -------------- |
| Nr.            | Rytter                             | Placering      |
| 181            | Dorian de Maeght (BEL)             | 116.           |
| 182            | Aaron Van der Beken (BEL)          | 84.            |
| 183            | Luca De Meester (BEL)              | 65.            |
| 184            | Karl Patrick Lauk (EST) (landevej) | 15.            |
| 185            | Ludovic Robeet (BEL)               | 73.            |
| 186            | Kenneth Van Rooy (BEL)             | DNF            |
| 187            | Nathan Vandepitte (FRA)            | 12.            |

| Team Flanders-Baloise TFB | Team Flanders-Baloise TFB | Team Flanders-Baloise TFB |
| ------------------------- | ------------------------- | ------------------------- |
| Nr.                       | Rytter                    | Placering                 |
| 191                       | Ruben Apers (BEL)         | 30.                       |
| 192                       | Lindsay De Vylder (BEL)   | DNF                       |
| 193                       | Vito Braet (BEL)          | 25.                       |
| 194                       | Tuur Dens (BEL)           | DNF                       |
| 195                       | Vince Gerits (BEL)        | DNF                       |
| 196                       | Jules Hesters (BEL)       | DNF                       |
| 197                       | Noah Vandenbranden (BEL)  | DNF                       |

| Van Rysel-Roubaix Lille Métropole VRL | Van Rysel-Roubaix Lille Métropole VRL | Van Rysel-Roubaix Lille Métropole VRL |
| ------------------------------------- | ------------------------------------- | ------------------------------------- |
| Nr.                                   | Rytter                                | Placering                             |
| 201                                   | Thomas Boudat (FRA)                   | 63.                                   |
| 202                                   | Rait Ärm (EST)                        | 32.                                   |
| 203                                   | Maxime Jarnet (FRA)                   | 129.                                  |
| 204                                   | Samuel Leroux (FRA)                   | 66.                                   |
| 205                                   | Jérémy Leveau (FRA)                   | 67.                                   |
| 206                                   | Kenny Molly (BEL)                     | 118.                                  |
| 207                                   | Norman Vahtra (EST)                   | 76.                                   |

| Saint Michel-Mavic-Auber 93 AUB | Saint Michel-Mavic-Auber 93 AUB | Saint Michel-Mavic-Auber 93 AUB |
| ------------------------------- | ------------------------------- | ------------------------------- |
| Nr.                             | Rytter                          | Placering                       |
| 211                             | Rudy Barbier (FRA)              | DNF                             |
| 212                             | Anthony Maldonado (FRA)         | 44.                             |
| 213                             | Nicolas Debeaumarché (FRA)      | 86.                             |
| 214                             | Théo Delacroix (FRA)            | 45.                             |
| 215                             | Flavien Maurelet (FRA)          | DNF                             |
| 216                             | Florian Rapiteau (FRA)          | 91.                             |
| 217                             | Thomas Gachignard (FRA)         | 90.                             |

| CIC U Nantes Atlantique UCN | CIC U Nantes Atlantique UCN | CIC U Nantes Atlantique UCN |
| --------------------------- | --------------------------- | --------------------------- |
| Nr.                         | Rytter                      | Placering                   |
| 221                         | Enzo Boulet (FRA)           | DNF                         |
| 222                         | Noa Isidore (FRA)           | 34.                         |
| 223                         | Maël Guégan (FRA)           | 11.                         |
| 224                         | Jordan Jegat (FRA)          | 95.                         |
| 225                         | Nolann Mahoudo (FRA)        | 83.                         |
| 226                         | Emmanuel Morin (FRA)        | 64.                         |
| 227                         | Jon Rye-Johnsen (NOR)       | 61.                         |

| Nice Métropole Côte d'Azur NMC | Nice Métropole Côte d'Azur NMC | Nice Métropole Côte d'Azur NMC |
| ------------------------------ | ------------------------------ | ------------------------------ |
| Nr.                            | Rytter                         | Placering                      |
| 231                            | Edouard Bonnefoix (FRA)        | 71.                            |
| 232                            | Paul Hennequin (FRA)           | 37.                            |
| 233                            | Jonathan Couanon (FRA)         | 23.                            |
| 234                            | Jean Goubert (FRA)             | DNF                            |
| 235                            | Jean-Louis Le Ny (FRA)         | 94.                            |
| 236                            | Julian Lino (FRA)              | DNF                            |
| 237                            | Damien Girard (FRA)            | 56.                            |

| Lotto Dstny LTD | Lotto Dstny LTD         | Lotto Dstny LTD |
| --------------- | ----------------------- | --------------- |
| Nr.             | Rytter                  | Placering       |
| 1               | Caleb Ewan (AUS)        | DNF             |
| 2               | Cedric Beullens (BEL)   | 26.             |
| 3               | Frederik Frison (BEL)   | 109.            |
| 4               | Jacopo Guarnieri (ITA)  | DNF             |
| 5               | Axel De Lie (BEL)       | 122.            |
| 6               | Liam Slock (BEL)        | 105.            |
| 7               | Jarne Van De Paar (BEL) | DNF             |

| Alpecin-Deceuninck ADC | Alpecin-Deceuninck ADC                | Alpecin-Deceuninck ADC |
| ---------------------- | ------------------------------------- | ---------------------- |
| Nr.                    | Rytter                                | Placering              |
| 11                     | Mathieu van der Poel (NED) (landevej) | 88.                    |
| 12                     | Dries De Bondt (BEL)                  | 121.                   |
| 13                     | Fabio Van den Bossche (BEL)           | 74.                    |
| 14                     | Senne Leysen (BEL)                    | 79.                    |
| 15                     | Lionel Taminiaux (BEL)                | 49.                    |
| 16                     | Simon Dehairs (BEL)                   | 47.                    |
| 17                     | Siebe Roesems (BEL)                   | DNF                    |

| Soudal Quick-Step SOQ | Soudal Quick-Step SOQ           | Soudal Quick-Step SOQ |
| --------------------- | ------------------------------- | --------------------- |
| Nr.                   | Rytter                          | Placering             |
| 21                    | Tim Declercq (BEL)              | 119.                  |
| 22                    | Fabio Jakobsen (NED) (landevej) | 72.                   |
| 23                    | Yves Lampaert (BEL)             | 110.                  |
| 24                    | Tim Merlier (BEL)               | 1.                    |
| 25                    | Michael Mørkøv (DEN)            | 68.                   |
| 26                    | Florian Sénéchal (FRA)          | 89.                   |
| 27                    | Bert Van Lerberghe (BEL)        | 70.                   |

| UAE Team Emirates UAD | UAE Team Emirates UAD      | UAE Team Emirates UAD |
| --------------------- | -------------------------- | --------------------- |
| Nr.                   | Rytter                     | Placering             |
| 31                    | Mikkel Bjerg (DEN)         | 41.                   |
| 32                    | Ryan Gibbons (RSA)         | 38.                   |
| 33                    | Felix Groß (GER)           | 128.                  |
| 34                    | Álvaro Hodeg (COL)         | 8.                    |
| 35                    | Vegard Stake Laengen (NOR) | 69.                   |
| 36                    | Matteo Trentin (ITA)       | 24.                   |
| 37                    | Michael Vink (NZL)         | 82.                   |

| Groupama-FDJ GFC | Groupama-FDJ GFC      | Groupama-FDJ GFC |
| ---------------- | --------------------- | ---------------- |
| Nr.              | Rytter                | Placering        |
| 41               | Fabian Lienhard (SUI) | 112.             |
| 42               | Enzo Paleni (FRA)     | 101.             |
| 43               | Paul Penhoët (FRA)    | 5.               |
| 44               | Laurence Pithie (NZL) | 81.              |
| 45               | Miles Scotson (AUS)   | DNF              |
| 46               | Bram Welten (NED)     | 53.              |
| 47               | Thibaud Gruel (FRA)   | DNF              |

| Cofidis COF | Cofidis COF            | Cofidis COF |
| ----------- | ---------------------- | ----------- |
| Nr.         | Rytter                 | Placering   |
| 51          | Piet Allegaert (BEL)   | 102.        |
| 52          | Bryan Coquard (FRA)    | 92.         |
| 53          | Christophe Noppe (BEL) | 51.         |
| 54          | Alexis Renard (FRA)    | 35.         |
| 55          | Jelle Wallays (BEL)    | DNF         |
| 56          | Max Walscheid (GER)    | 18.         |
| 57          | Ilan Larmet (FRA)      | 96.         |

| Team Jayco AlUla JAY | Team Jayco AlUla JAY    | Team Jayco AlUla JAY |
| -------------------- | ----------------------- | -------------------- |
| Nr.                  | Rytter                  | Placering            |
| 61                   | Dylan Groenewegen (NED) | 13.                  |
| 62                   | Luke Durbridge (AUS)    | DNF                  |
| 63                   | Elmar Reinders (NED)    | 60.                  |
| 64                   | Kelland O'Brien (AUS)   | 98.                  |
| 65                   | Campbell Stewart (NZL)  | 62.                  |
| 66                   | Blake Quick (AUS)       | DNF                  |
| 67                   | Luka Mezgec (SLO)       | 33.                  |

| AG2R Citroën Team ACT | AG2R Citroën Team ACT  | AG2R Citroën Team ACT |
| --------------------- | ---------------------- | --------------------- |
| Nr.                   | Rytter                 | Placering             |
| 71                    | Pierre Gautherat (FRA) | 126.                  |
| 72                    | Lawrence Naesen (BEL)  | 48.                   |
| 73                    | Oliver Naesen (BEL)    | 50.                   |
| 74                    | Antoine Raugel (FRA)   | 78.                   |
| 75                    | Marc Sarreau (FRA)     | 14.                   |
| 76                    | Bastien Tronchon (FRA) | 124.                  |
| 77                    | Jordan Labrosse (FRA)  | 125.                  |

| Intermarché-Circus-Wanty ICW | Intermarché-Circus-Wanty ICW    | Intermarché-Circus-Wanty ICW |
| ---------------------------- | ------------------------------- | ---------------------------- |
| Nr.                          | Rytter                          | Placering                    |
| 81                           | Niccolò Bonifazio (ITA)         | 6.                           |
| 82                           | Aimé De Gendt (BEL)             | 93.                          |
| 83                           | Arne Marit (BEL)                | 9.                           |
| 84                           | Madis Mihkels (EST)             | 57.                          |
| 85                           | Baptiste Planckaert (BEL)       | 117.                         |
| 86                           | Gerben Thijssen (BEL)           | 2.                           |
| 87                           | Roel van Sintmaartensdijk (NED) | 113.                         |

| Israel-Premier Tech IPT | Israel-Premier Tech IPT | Israel-Premier Tech IPT |
| ----------------------- | ----------------------- | ----------------------- |
| Nr.                     | Rytter                  | Placering               |
| 91                      | Omer Goldstein (ISR)    | 59.                     |
| 92                      | Mason Hollyman (GBR)    | 87.                     |
| 93                      | Giacomo Nizzolo (ITA)   | 21.                     |
| 94                      | Jens Reynders (BEL)     | 55.                     |
| 95                      | Tom Van Asbroeck (BEL)  | DNS                     |
| 96                      | Rick Zabel (GER)        | 75.                     |
| 97                      | Brady Gilmore (AUS)     | 42.                     |

| Arkéa-Samsic ARK | Arkéa-Samsic ARK      | Arkéa-Samsic ARK |
| ---------------- | --------------------- | ---------------- |
| Nr.              | Rytter                | Placering        |
| 101              | Arnaud Démare (FRA)   | 7.               |
| 102              | David Dekker (NED)    | 127.             |
| 103              | Donavan Grondin (FRA) | 80.              |
| 104              | Daniel McLay (GBR)    | 104.             |
| 105              | Amaury Capiot (BEL)   | 114.             |
| 106              | Alan Riou (FRA)       | DNF              |
| 107              | Clément Russo (FRA)   | 106.             |

| Uno-X Pro Cycling Team UXT | Uno-X Pro Cycling Team UXT  | Uno-X Pro Cycling Team UXT |
| -------------------------- | --------------------------- | -------------------------- |
| Nr.                        | Rytter                      | Placering                  |
| 111                        | Alexander Kristoff (NOR)    | 4.                         |
| 112                        | Søren Wærenskjold (NOR)     | 16.                        |
| 113                        | Jonas Abrahamsen (NOR)      | 100.                       |
| 114                        | Marcus Sander Hansen (DEN)  | DNF                        |
| 115                        | Erlend Blikra (NOR)         | DNF                        |
| 116                        | William Blume Levy (DEN)    | 111.                       |
| 117                        | Erik Nordsæter Resell (NOR) | 97.                        |

| TotalEnergies TEN | TotalEnergies TEN       | TotalEnergies TEN |
| ----------------- | ----------------------- | ----------------- |
| Nr.               | Rytter                  | Placering         |
| 121               | Maciej Bodnar (POL)     | 107.              |
| 122               | Émilien Jeannière (FRA) | 46.               |
| 123               | Lorrenzo Manzin (FRA)   | DNF               |
| 124               | Sandy Dujardin (FRA)    | 27.               |
| 125               | Jason Tesson (FRA)      | 10.               |
| 126               | Anthony Turgis (FRA)    | 103.              |
| 127               | Lucas Boniface (FRA)    | DNF               |

| Q36.5 Pro Cycling Team Q36 | Q36.5 Pro Cycling Team Q36 | Q36.5 Pro Cycling Team Q36 |
| -------------------------- | -------------------------- | -------------------------- |
| Nr.                        | Rytter                     | Placering                  |
| 131                        | Jack Bauer (NZL)           | DNF                        |
| 132                        | Fabio Christen (SUI)       | 29.                        |
| 133                        | Corey Davis (USA)          | 20.                        |
| 134                        | Tobias Ludvigsson (SWE)    | 19.                        |
| 135                        | Cyrus Monk (AUS)           | 39.                        |
| 136                        | Matteo Moschetti (ITA)     | 3.                         |
| 137                        | Manuel Oioli (ITA)         | 54.                        |

| Tudor Pro Cycling Team TUD | Tudor Pro Cycling Team TUD     | Tudor Pro Cycling Team TUD |
| -------------------------- | ------------------------------ | -------------------------- |
| Nr.                        | Rytter                         | Placering                  |
| 141                        | Sebastian Kolze Changizi (DEN) | 99.                        |
| 142                        | Simon Pellaud (SUI)            | 43.                        |
| 143                        | Robin Froidevaux (SUI)         | 85.                        |
| 144                        | Petr Kelemen (CZE)             | 123.                       |
| 145                        | Rick Pluimers (NED)            | 22.                        |
| 146                        | Miká Heming (GER)              | 115.                       |

| Eolo-Kometa EOK | Eolo-Kometa EOK         | Eolo-Kometa EOK |
| --------------- | ----------------------- | --------------- |
| Nr.             | Rytter                  | Placering       |
| 151             | Davide Bais (ITA)       | DNF             |
| 152             | Simone Bevilacqua (ITA) | DNF             |
| 153             | Davide Piganzoli (ITA)  | DNF             |
| 154             | Javier Serrano (ESP)    | 17.             |
| 155             | Mirco Maestri (ITA)     | 31.             |
| 156             | David Martín (ESP)      | DNF             |
| 157             | Samuele Rivi (ITA)      | 52.             |

| Human Powered Health HPM | Human Powered Health HPM | Human Powered Health HPM |
| ------------------------ | ------------------------ | ------------------------ |
| Nr.                      | Rytter                   | Placering                |
| 161                      | Adam de Vos (CAN)        | DNF                      |
| 162                      | Gage Hecht (USA)         | 120.                     |
| 164                      | Wessel Krul (NED)        | DNF                      |
| 165                      | Scott McGill (USA)       | 36.                      |
| 166                      | Gijs Van Hoecke (BEL)    | 58.                      |

| Team Corratec-Selle Italia COR | Team Corratec-Selle Italia COR | Team Corratec-Selle Italia COR |
| ------------------------------ | ------------------------------ | ------------------------------ |
| Nr.                            | Rytter                         | Placering                      |
| 171                            | Antonio Barać (CRO)            | DNF                            |
| 172                            | Antoine Debons (SUI)           | 108.                           |
| 173                            | Germán Tivani (ARG)            | 28.                            |
| 174                            | Jan Stöckli (SUI)              | 77.                            |
| 175                            | Simone Olivero (ITA)           | DNF                            |
| 176                            | Charlie Quaterman (GBR)        | DNF                            |
| 177                            | Andrij Ponomar (UKR)           | 40.                            |

| Bingoal WB BWB | Bingoal WB BWB                     | Bingoal WB BWB |
| -------------- | ---------------------------------- | -------------- |
| Nr.            | Rytter                             | Placering      |
| 181            | Dorian de Maeght (BEL)             | 116.           |
| 182            | Aaron Van der Beken (BEL)          | 84.            |
| 183            | Luca De Meester (BEL)              | 65.            |
| 184            | Karl Patrick Lauk (EST) (landevej) | 15.            |
| 185            | Ludovic Robeet (BEL)               | 73.            |
| 186            | Kenneth Van Rooy (BEL)             | DNF            |
| 187            | Nathan Vandepitte (FRA)            | 12.            |

| Team Flanders-Baloise TFB | Team Flanders-Baloise TFB | Team Flanders-Baloise TFB |
| ------------------------- | ------------------------- | ------------------------- |
| Nr.                       | Rytter                    | Placering                 |
| 191                       | Ruben Apers (BEL)         | 30.                       |
| 192                       | Lindsay De Vylder (BEL)   | DNF                       |
| 193                       | Vito Braet (BEL)          | 25.                       |
| 194                       | Tuur Dens (BEL)           | DNF                       |
| 195                       | Vince Gerits (BEL)        | DNF                       |
| 196                       | Jules Hesters (BEL)       | DNF                       |
| 197                       | Noah Vandenbranden (BEL)  | DNF                       |

| Van Rysel-Roubaix Lille Métropole VRL | Van Rysel-Roubaix Lille Métropole VRL | Van Rysel-Roubaix Lille Métropole VRL |
| ------------------------------------- | ------------------------------------- | ------------------------------------- |
| Nr.                                   | Rytter                                | Placering                             |
| 201                                   | Thomas Boudat (FRA)                   | 63.                                   |
| 202                                   | Rait Ärm (EST)                        | 32.                                   |
| 203                                   | Maxime Jarnet (FRA)                   | 129.                                  |
| 204                                   | Samuel Leroux (FRA)                   | 66.                                   |
| 205                                   | Jérémy Leveau (FRA)                   | 67.                                   |
| 206                                   | Kenny Molly (BEL)                     | 118.                                  |
| 207                                   | Norman Vahtra (EST)                   | 76.                                   |

| Saint Michel-Mavic-Auber 93 AUB | Saint Michel-Mavic-Auber 93 AUB | Saint Michel-Mavic-Auber 93 AUB |
| ------------------------------- | ------------------------------- | ------------------------------- |
| Nr.                             | Rytter                          | Placering                       |
| 211                             | Rudy Barbier (FRA)              | DNF                             |
| 212                             | Anthony Maldonado (FRA)         | 44.                             |
| 213                             | Nicolas Debeaumarché (FRA)      | 86.                             |
| 214                             | Théo Delacroix (FRA)            | 45.                             |
| 215                             | Flavien Maurelet (FRA)          | DNF                             |
| 216                             | Florian Rapiteau (FRA)          | 91.                             |
| 217                             | Thomas Gachignard (FRA)         | 90.                             |

| CIC U Nantes Atlantique UCN | CIC U Nantes Atlantique UCN | CIC U Nantes Atlantique UCN |
| --------------------------- | --------------------------- | --------------------------- |
| Nr.                         | Rytter                      | Placering                   |
| 221                         | Enzo Boulet (FRA)           | DNF                         |
| 222                         | Noa Isidore (FRA)           | 34.                         |
| 223                         | Maël Guégan (FRA)           | 11.                         |
| 224                         | Jordan Jegat (FRA)          | 95.                         |
| 225                         | Nolann Mahoudo (FRA)        | 83.                         |
| 226                         | Emmanuel Morin (FRA)        | 64.                         |
| 227                         | Jon Rye-Johnsen (NOR)       | 61.                         |

| Nice Métropole Côte d'Azur NMC | Nice Métropole Côte d'Azur NMC | Nice Métropole Côte d'Azur NMC |
| ------------------------------ | ------------------------------ | ------------------------------ |
| Nr.                            | Rytter                         | Placering                      |
| 231                            | Edouard Bonnefoix (FRA)        | 71.                            |
| 232                            | Paul Hennequin (FRA)           | 37.                            |
| 233                            | Jonathan Couanon (FRA)         | 23.                            |
| 234                            | Jean Goubert (FRA)             | DNF                            |
| 235                            | Jean-Louis Le Ny (FRA)         | 94.                            |
| 236                            | Julian Lino (FRA)              | DNF                            |
| 237                            | Damien Girard (FRA)            | 56.                            |